# Крюков, Александр Семёнович
Александр Семёнович Крюков (1770—1844) — директор Государственного заёмного банка; вице-губернатор, затем гражданский губернатор и губернский предводитель дворянства Нижегородской губернии; действительный статский советник.

## Биография
Происходил из дворян Тульской губернии Крюковых. По формулярному списку родился в 1770 году.
Получил домашнее воспитание и образование. В 1782 году начал службу сержантом в лейб-гвардии Преображенском полку, в 1784 году переведён вахмистром в конную гвардию. Произведён корнетом (1790), подпоручик (1793), секунд-ротмистр (1796), ротмистр (1797). В 1797 году вышел в отставку и в 1798 году определён к статским делам с переименованием в титулярные советники. В том же году именным Высочайшим указом был пожалован в надворные советники и определён директором Государственного заёмного банка. Высочайшим указом 2 июля 1810 года был назначен нижегородским вице-губернатором. На этой должности сыграл в 1812 году значительную роль в сборе средств и формировании ополчения; по окончании военных действий принял деятельное участие в переводе в Нижний Новгород Макарьевской ярмарки и 23 декабря 1818 года был назначен нижегородским гражданским губернатором. Из-за недостаточного контроля допустил ряд серьёзных просчётов, в частности хищение значительных денежных средств уездным казначеем Поповым. Губернаторскую должность был вынужден оставить в 1826 году из-за участия его двух сыновей в декабристском движении; в декабре был переведён на службу в Герольдию.
Был избран губернским предводителем дворянства Нижегородской губернии 13 января 1831 года. По определению нижегородского дворянского депутатского собрания 9 февраля 1831 года был внесён в 4-ю часть дворянской родословной книги. На свои средства открыл в Нижнем Новгороде пансионат-гимназию на 30 воспитанников.
Имел свой дом в Нижнем-Новгороде на углу Варварки и Малой Печорской. В Крапивинском уезде Тульской губернии имел родовое имение с 600 крепостными крестьянами; его жена в нижегородской губернии владела 240 крепостными. 
Умер 7 (19) октября 1844 года в своём имении в Тульской губернии, куда уехал в 1837 году. Похоронен в Крестовоздвиженском монастыре в Нижнем-Новгороде вместе с женой.

## Награды
- За отличную и усердную службу пожалован бриллиантовым перстнем (1807).
- Орден Святой Анны 2-й степени (1811).
- Орден Святого Владимира 3-й степени (30 августа 1818).
- Орден Святого Владимира 2-й степени (1822).

## Семья
Был женат на англичанке Елизавете (Ивановне) Манжен (англ. Mangin; 1770—13.04.1854). Их дети:
- Мария (1790—1888) — жена Н. М. Лонгинова
- Александр (1793—1866) — декабрист.
- Николай (1800—1854) — декабрист.
- Надежда (1804—1823) — жена Н. Н. Бековича-Черкасского.
- Платон (1809—1830)